# Port lotniczy Debre Markos
Port lotniczy Debre Markos (IATA: DBM, ICAO: HADM) – port lotniczy położony w Debre Markos, w regionie Amhara, w Etiopii.